# Lande (Nordland)
Lande est une localité du comté de Nordland, en Norvège.

## Géographie
Administrativement, Lande fait partie de la kommune de Brønnøy.